# Gerard Leckie
Gerard Leckie (6 de marzo de 1943 - 8 de diciembre de 1982) fue un científico y maestro surinamés, decano en la Universidad Anton de Kom. Fue una de las víctimas de los Asesinatos de Diciembre.

## Biografía
Leckie fue decano de la facultad socioeconómica de la Universidad Anton de Kom, así como presidente de la Asociación de Personal Científico de la institución.
El 24 de noviembre de 1982 se fundó la Asociación para la Democracia, como resultado directo del anuncio de los planes de reforma por parte del dictador militar Dési Bouterse. Consistía en personas que querían comprometerse con el regreso de democracia en Surinam. Se organizaron acciones sindicales y manifestaciones estudiantiles, y en Paramaribo hubo grandes disturbios. Los militares vieron a Leckie como el instigador de las protestas estudiantiles.
El 8 de diciembre de 1982, por orden personal de Bouterse, Leckie fue capturado por los militares y detenido en el Fuerte Zeelandia, donde, después de torturas crueles, fue asesinado, convirtiéndose en una de las quince víctimas asesinadas por los militares ese día. El 13 de diciembre, fue enterrado en el cementerio católico de Paramaribo, junto a otra víctima, Jozef Slagveer. Según relatos de testigos presenciales, tenía hematomas en la cara y un agujero de bala en el pecho. Cuando se abrieron las tumbas de las víctimas para una investigación forense en 2002, la tumba de Leckie fue la primera en ser abierta.